# Chasseurs-cueilleurs en Afrique
On estime à environ 500 000, en 2018, le nombre des chasseurs-cueilleurs en Afrique, répartis en une cinquantaine de groupes comportant de quelques centaines d'individus à plusieurs dizaines de milliers. Ils vivent dans différentes régions d'Afrique subsaharienne, et dans différents milieux naturels (désert, steppe, savane, montagne et forêt équatoriale).
Les groupes de chasseurs-cueilleurs présentent une grande diversité linguistique et culturelle. Ils sont isolés les uns des autres mais entretiennent des relations régulières, au moins commerciales, avec les populations environnantes d'agriculteurs et d'éleveurs.

## Présentation
Les hommes étaient tous des chasseurs-cueilleurs avant la diffusion de l'agriculture et de l'élevage, il y a seulement quelques milliers d'années en Afrique. Au fil du temps, les groupes d'agriculteurs et d'éleveurs se sont progressivement étendus à presque tout le continent africain, réduisant aujourd'hui l'aire des chasseurs-cueilleurs à quelques zones relictuelles.
Les plus anciens documents écrits mentionnant ces populations remontent au xvie siècle pour certaines régions, mais plus généralement au xixe. L'étude des correspondances et des différences génétiques, linguistiques et culturelles entre un groupe de chasseurs-cueilleurs, d'autres groupes, et des populations voisines  d'agriculteurs-éleveurs donnent des informations sur les migrations humaines, les échanges matrimoniaux et les transferts de technologie, mais qui restent encore parcellaires.
On peut répartir les groupes de chasseurs-cueilleurs d'Afrique en trois ensembles :
- de part et d'autre de l'Équateur, à l'ouest du lac Victoria : les groupes « Pygmées » ;
- de part et d'autre de l'Équateur, à l'est du lac Victoria : les groupes d'Afrique de l'Est ;
- de part et d'autre du tropique du Capricorne : les groupes Bushmen.

## Groupes « Pygmées »
Les « Pygmées » sont des chasseurs-cueilleurs vivant essentiellement dans la forêt équatoriale à l'ouest du lac Victoria, mais pour une part aussi dans la savane au nord et au sud de la forêt ainsi que dans les montagnes du Rwanda. Comme pour la plupart des peuples de chasseurs-cueilleurs d'Afrique, le nom sous lequel ils nous sont connus est exogène, en l'occurrence donné par les Européens en référence aux Pygmées de la mythologie grecque.
Les « Pygmées » forment une vingtaine de groupes, très différents les uns des autres par l'apparence physique, la langue, la culture et le mode de vie :
- une partie de ces groupes, semi-nomades et vivant dans des campements temporaires, sont restés chasseurs-cueilleurs stricts : les Aka, les Baka et les Mbuti (Asua (en), Efè et Sua) ;
- les autres habitent des villages sédentaires, et adjoignent l'agriculture à la chasse et la collecte : les Bongo, les Kola (en), les Koya, les Medzan et les Twa.

Les différents groupes parlent des langues différentes qui ne forment pas une famille propre mais appartiennent aux deux familles présentes en Afrique centrale (langues nigéro-congolaises et nilo-sahariennes). Elles sont toutes proches, à des degrés divers, de langues de populations non-pygmées. L'existence d'une ancienne langue pygmée, aujourd'hui abandonnée, est néanmoins attestée par l'existence d'un lexique propre et largement commun, par exemple entre les Aka du Centrafrique et les Baka du Cameroun (qui parlent deux langues très différentes), concernant le monde de la forêt.
Les « Pygmées » entretiennent des relations étroites avec les agriculteurs voisins : vente de gibier et de miel, main-d'œuvre saisonnière, prestations de musiciens et de devins-guérisseurs, achat de produits agricoles (féculents et bananes) et d'objets (lames de fer et marmites en terre cuite). Mais ils gardent leur identité culturelle (musique, religion, organisation sociale) et les mariages mixtes sont rares.

## Groupes d'Afrique de l'Est
Les chasseurs-cueilleurs d'Afrique de l'Est vivent dans la savane sur des espaces géographiquement restreints et isolés les uns des autres. Les nombreux groupes forment quatre ensembles linguistiquement cohérents :
- les Okiek, environ 40 000, vivent dans les forêts de montagne du Kenya. Répartis en une trentaine de groupes, ils parlent divers dialectes (influencés par les langues des agriculteurs voisins) d'une même langue sud-nilotique (kalendjin). Ils pratiquent un peu d'agriculture et d'élevage ;
- les Ik, entre 4 000 et 12 000, vivent au nord de l'Ouganda et parlent une langue nilo-saharienne (kuliak) ;
- les Boni (en), environ 2 000, vivent au nord du Kenya. Ils parlent une langue couchitique et pratiquent un peu d'agriculture ;
- les Hadza, environ 1 000, vivent dans la savane boisée de Tanzanie. Ils parlent une langue à clics, souvent rattachée aux  langues khoïsan mais suffisamment différente pour constituer un isolat[1],[2].

## Groupes Bushmen
Les Bushmen (ou San, Basarwa) vivent dans le bassin du Kalahari et aux alentours, dans des milieux naturels très variés, des plus arides (désert du Kalahari) aux plus humides (plaines inondables de l'Okavango) en passant par les steppes sèches à épineux buissonnants. Environ 100 000 répartis en une vingtaine d'ethnies, ils ont en commun de parler des langues à clics, environ 80 dialectes de 25 langues différentes classées en 3 familles sans relation connue. Sur ces critères linguistiques on distingue quatre ensembles :
- les groupes !Kung (!Xu, Juǀʼhoansi et ǂAuǁeisi) ;
- les groupes du Kalahari central (Naro, Gǁana, Gǀwi et ǂ’Amkoe) ;
- les groupes Khoï du Nord (Kxoe, Shua (en) et Kua (en)) ;
- les groupes Bushmen du Sud (ǃXóõ, ǁXegwi (en), ǁKhomani et ǁʼAuni).